# Dutch Open 1972
Het Dutch Open is een golftoernooi dat sinds 1912 bestaat en sinds 1972 deel uitmaakt van de toen opgerichte Europese PGA Tour. Het toernooi werd van 10-12 augustus gespeeld op de Koninklijke Haagsche Golf & Country Club in Wassenaar en bestond uit drie rondes van 18 holes. Het totale prijzengeld was € 14.980.
| Speler                  | Score    | Score | Rang |
| ----------------------- | -------- | ----- | ---- |
| Jack Newton             | ?        | ?     | 1    |
| Victor Swane (Am)       | 78-75-76 | +13   | T?   |
| Bertus van Mook         | 78-75-76 | +13   | T?   |
| Flory van Donck         | 76-77-77 | +14   | T?   |
| Gerry de Wit            | 76-78    | +10   | MC   |
| Philippe Toussaint      | 76-81    | +13   | MC   |
| André van Pinxten       | 76-82    | +14   | MC   |
| Carl Braun (Am)         | 84-84    | +24   | MC   |
| Henk Stevens            | 82-86    | +24   | MC   |
| Piet Witte              | 85-88    | +29   | MC   |
| Robbie van Erven Dorens | 86-89    | +31   | MC   |
| Alex Loesberg           | ?        | ?     | MC   |
| Chris de Bruin          | 80       | +8    | WD   |
| Joan Dudok van Heel     | 84       | +12   | WD   |

1972 ·
1973 ·
1974 ·
1975 ·
1976 ·
1977 ·
1978 ·
1979 ·
1980 ·
1981 ·
1982 ·
1983 ·
1984 ·
1985 ·
1986 ·
1987 ·
1988 ·
1989 ·
1990 ·
1991 ·
1992 ·
1993 ·
1994 ·
1995 ·
1996 ·
1997 ·
1998 ·
1999 ·
2000 ·
2001 ·
2002 ·
2003 ·
2004 ·
2005 ·
2006 ·
2007 ·
2008 ·
2009 ·
2010 ·
2011 ·
2012 ·
2013 ·
2014 ·
2015 ·
2016